# Spinoliella herbsti
Spinoliella herbsti är en biart som först beskrevs av Heinrich Friese 1916.  Spinoliella herbsti ingår i släktet Spinoliella och familjen grävbin. Inga underarter finns listade i Catalogue of Life.